# Cemitério Russo de Sainte-Geneviève-des-Bois

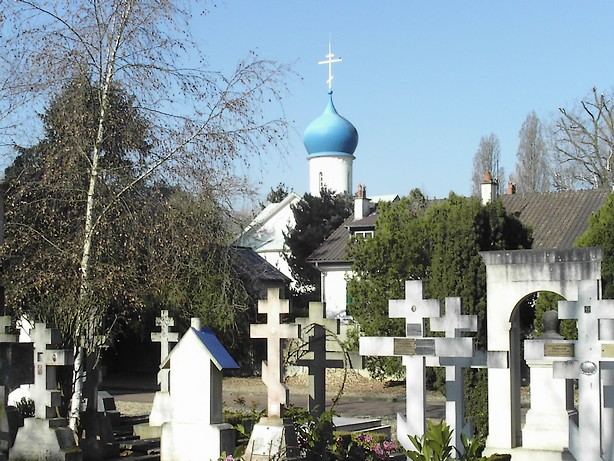
Russian cemetery at Sainte-Geneviève-des-Bois

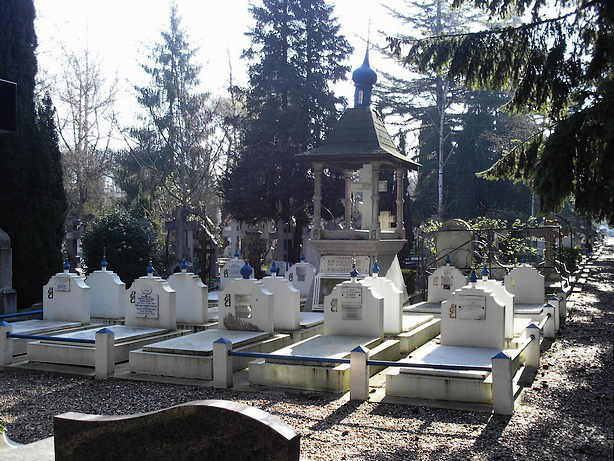
Sepulturas de emigrantes brancos.

O Cemitério Russo de Sainte-Geneviève-des-Bois (em francês:  Cimetière russe de Sainte-Geneviève-des-Bois), mais especificamente o cemitério conhecido como Cimetière de Liers, pois existem dois cemitérios na cidade, é um cemitério ortodoxo russo, localizado na Rue Léo Lagrange em Sainte-Geneviève-des-Bois, departamento de Essonne, França.
O cemitério tornou-se ortodoxo russo em 1926, após um grupo de russos brancos fixar-se no Château de la Cossonnerie, originalmente uma fazenda do século XVIII, aumentada no século seguinte. Foi adquirida em 1927 pela filantropa inglesa Dorothy Paget, que lá estabeleceu um local de retiro para imigrados russos. Em 1938-1939 Albert Benois projetou a Igreja "Dormition" que serve o cemitério.

## Sepultamentos notáveis
O cemitério é local de sepultamento de mais de 10 mil emigrantes russos, incluindo o Nobel de Literatura Ivan Bunin, os escritores Dmitry Merejkovski, Zinaida Gippius, Aleksey Remizov, Gaito Gazdanov e Viktor Nekrasov, os pintores Konstantin Somov e Zinaida Evgenievna Serebriakova, os dançarinos Rudolf Nureyev e Serge Lifar, os filósofos Sergei Bulgakov e Nikolay Lossky, o cineasta Andrei Tarkovski, o ator de cinema Ivan Mozjukhin, o fotógrafo Sergei Mikhailovitch Prokudin-Gorski, o cantor Alexander Galich, os políticos Peter Berngardovich Struve e Georgy Lvov, o general Zinovy Peshkov, o bajulador Félix Yussupov e sua mulher Irina Alexandrovna.